# Johann Schädler
Johann Schädler (8 giugno 1939 – 16 giugno 1988) è stato uno slittinista liechtensteinese.
Ha gareggiato nel singolo maschile di slittino alle Olimpiadi invernali del 1964.

## Partecipazioni olimpiche
| Competizione | Pos. | Data            | Città     |
| ------------ | ---- | --------------- | --------- |
| Singolo      | DNF  | 4 febbraio 1964 | Innsbruck |